# Fontaine-la-Mallet
Fontaine-la-Mallet és un municipi francès situat al departament del Sena Marítim i a la regió de Normandia. L'any 2007 tenia 2.712 habitants.

## Demografia

### Població
El 2007 la població de fet de Fontaine-la-Mallet era de 2.712 persones. Hi havia 1.038 famílies de les quals 167 eren unipersonals (77 homes vivint sols i 90 dones vivint soles), 422 parelles sense fills, 397 parelles amb fills i 52 famílies monoparentals amb fills.
La població ha evolucionat segons el següent gràfic:
Habitants censats

### Habitatges
El 2007 hi havia 1.077 habitatges, 1.057 eren l'habitatge principal de la família, 2 eren segones residències i 18 estaven desocupats. 960 eren cases i 115 eren apartaments. Dels 1.057 habitatges principals, 891 estaven ocupats pels seus propietaris, 159 estaven llogats i ocupats pels llogaters i 7 estaven cedits a títol gratuït; 7 tenien una cambra, 32 en tenien dues, 115 en tenien tres, 261 en tenien quatre i 641 en tenien cinc o més. 948 habitatges disposaven pel capbaix d'una plaça de pàrquing. A 371 habitatges hi havia un automòbil i a 629 n'hi havia dos o més.

### Piràmide de població
La piràmide de població per edats i sexe el 2009 era:
| Homes | Edats   | Dones |
| ----- | ------- | ----- |
| 0     | 95 o +  | 0     |
| 0     | 90 a 94 | 8     |
| 4     | 85 a 89 | 16    |
| 12    | 80 a 84 | 4     |
| 16    | 75 a 79 | 24    |
| 56    | 70 a 74 | 56    |
| 72    | 65 a 69 | 104   |
| 84    | 60 a 64 | 96    |
| 104   | 55 a 59 | 112   |
| 172   | 50 a 54 | 132   |
| 108   | 45 a 49 | 108   |
| 92    | 40 a 44 | 84    |
| 88    | 35 a 39 | 104   |
| 48    | 30 a 34 | 52    |
| 52    | 25 a 29 | 32    |
| 64    | 20 a 24 | 68    |
| 104   | 15 a 19 | 88    |
| 88    | 10 a 14 | 88    |
| 68    | 5 a 9   | 60    |
| 32    | 0 a 4   | 56    |

## Economia
El 2007 la població en edat de treballar era de 1.817 persones, 1.202 eren actives i 615 eren inactives. De les 1.202 persones actives 1.132 estaven ocupades (621 homes i 511 dones) i 70 estaven aturades (33 homes i 37 dones). De les 615 persones inactives 231 estaven jubilades, 213 estaven estudiant i 171 estaven classificades com a «altres inactius».

### Ingressos
El 2009 a Fontaine-la-Mallet hi havia 1.062 unitats fiscals que integraven 2.814 persones, la mediana anual d'ingressos fiscals per persona era de 26.371 €.

### Activitats econòmiques
Dels 55 establiments que hi havia el 2007, 1 era d'una empresa alimentària, 4 d'empreses de fabricació d'altres productes industrials, 6 d'empreses de construcció, 8 d'empreses de comerç i reparació d'automòbils, 4 d'empreses de transport, 3 d'empreses d'hostatgeria i restauració, 1 d'una empresa d'informació i comunicació, 4 d'empreses financeres, 2 d'empreses immobiliàries, 8 d'empreses de serveis, 11 d'entitats de l'administració pública i 3 d'empreses classificades com a «altres activitats de serveis».
Dels 8 establiments de servei als particulars que hi havia el 2009, 2 eren paletes, 2 fusteries, 1 electricista, 2 perruqueries i 1 restaurant.
Dels 3 establiments comercials que hi havia el 2009, 1 era una botiga de més de 120 m², 1 una botiga de menys de 120 m² i 1 una fleca.
L'any 2000 a Fontaine-la-Mallet hi havia 8 explotacions agrícoles.

## Equipaments sanitaris i escolars
L'únic equipament sanitari que hi havia el 2009 era una farmàcia.
El 2009 hi havia 1 escola maternal i 1 escola elemental.

## Poblacions més properes
El següent diagrama mostra les poblacions més properes.